# Geoffrey Grey

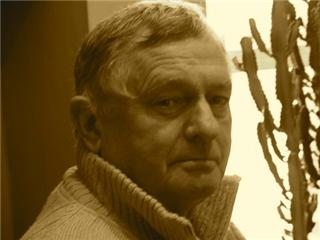
Una fotografia di Geoffrey Grey.

Geoffrey Grey (Gipsy Hill, 26 settembre 1934 – Dorchester, 2023) è stato un violinista, direttore d'orchestra e compositore britannico.

## Biografia
Questo famoso violinista visse nei dintorni di Dartmoor fino all'inizio della seconda guerra mondiale, periodo in cui andò a vivere dai suoi nonni paterni, in Scozia. 
Dal momento in cui si sono resi conti del suo interesse precoce per il violino, i suoi genitori avevano progettato per lui una carriera da violinista. A quell'epoca, però, Edimburgo non si mostrava per niente amichevole nel confronto degli inglesi, e i giovani della città manifestavano un'ostilità verso qualsiasi bambino dalle pretensioni artistiche.
Nonostante questo, egli entrò nella Royal Academy of Music e studiò il violino, la composizione, il pianoforte e la direzione d'orchestra. I suoi insegnanti di composizione furono William Alwyn, Benjamin Frankel e, più tardi, a Parigi, Nadia Boulanger.
Durante la sua carriera, incontra Edwin Carr, compositore neozelandese, che diventerà per lui un amico fedele. 
Nel 1959, va a vivere in Nuova Zelanda dove lavora come freelance (violinista), fino a quando gli attribuiscono l'incarico di Tour Musical Director della NZ Opera Company. Alcuni dei pezzi creati anteriormente da lui vengono diffusi dalla NZBS; dopo di che, nel 1960, fa ritorno in Inghilterra.
Con una famiglia da sostentare, accetta l'incarico di Direttore della Suffolk Rural Music School. Dopo un anno, però, cessa di praticare questa attività e si stabilisce a Londra per i quarant'anni che seguono, lavorando nuovamente come violinista freelance.
Durante questo lungo periodo, occupa degli impieghi importanti suonando in grandi orchestre, e continua a comporre per diverse combinazioni di strumenti. Inoltre, partecipa molto attivamente alla vita musicale londinese contribuendo con molti concerti (solo) di musica contemporanea e con le sue proprie composizioni.
Suona anche per balletti, commedie musicali e per concerti pop. Per molte occasioni, parte in tournée con la Lindsay Kem Theatre Company come violinista, pianista e percussionista.
Nel 1992, si reca in Olanda, dove lavora durante un anno. 
Nel 1996 va a vivere per prima in Cornovaglia dopo di che a Margate dove si concentra quasi esclusivamente sulla composizione. 
Nel marzo del 2003, in seguito alla morte del suo amico Edwin Carr, contatta l'oboista Dominique Enon per chiedergli di fare una riduzione per pianoforte del concerto per oboe e orchestra, che aveva dedicato a questo oboista prima del suo decesso.
Questo incontro finisce per essere fruttuoso visto che Grey ritorna poi in Francia per impregnarsi della direzione di Kurt Masur a Radio France. Egli resta in contatto con Dominique Enon al quale dedicherà un pezzo per oboe e piano. Il loro incontro apparirà ugualmente sull'edizione di molti dei suoi lavori in Francia da parte di Gilles Manchec delle edizioni Armiane di Versailles.

## Opere

### Opere Composte in Ordine Cronologico
- 1956 The Tinderbox, per Narratore, Violino & Pianoforte
- 1958 Sonata in Do (Pianoforte)
- 1958 Il Pifferaio di Hamelin (Opera per bambini)
- 1959 Un canto di Natale (Boys/Girls Voicestring Orchestra)
- 1961 Sonata No.1 per Violino & Pianoforte
- 1962 Six Cavalier Songs (Voce acuta & pianoforte)
- 1963 Capriccio per Orchestra d'Archi
- 1964 Sarabanda (Ballet for Sadlers Wells Opera Ballet)
- 1964 Patterns (Ballet for Sadlers Wells Opera Ballet)
- 1964 Cock Robin, Betty Botter, Ninnananna per Voci (Pezzi per bambini)
- 1967 Dance-Game (Orchestra Intera)
- 1967 Serenata per Doppio quintetto di Fiati
- 1967 Quartetto d'Archi n.1
- 1968 Sonata per Ottoni (3 Trombe & 3 Tromboni)
- 1968 Aria per Flauto (Oboe) & Piano
- 1969 Inconsequenza (per Quartetto di Percussioni)
- 1969 Flowers of the Night (Violino & Pianoforte)
- 1969 Quintetto di Legni
- 1969 Notturno (Quartetto d'Archi)
- 1969 Autunno del ‘69 (Il Prisioniero) per 4 insiemi musicali
- 1969 John Gilpin (Solo S.A.T.B. & Quintetto di Fiati)
- 1970 Divertimento Pastorale (Quintetto d'Ottoni)
- 1970 The Autumn People (Orchestra da Camera)
- 1970 Sarabanda per Amanti Morti (Suite dal balleto “Sarabanda”) (Orchestra Intera)
- 1971  A Mirror for Cassandra (Piano, Violino, Oboe, Corno, Violoncello)
- 1971 Le 12 Fatiche di Eracle (Narratori & Orchestra Intera)(Comm. NCO)
- 1972 Canzoni per Strumenti (Settimino)
- 1972 Quartetto di Sassofoni
- 1972 Concerto Grosso No.1 per Orchestra d'Archi
- 1972 Cerere (Balleto, da parte di Anthony Tudor)
- 1973 Summons to an Execution , Dirge, Celia (Voce & Pianoforte)(Voce e Orchestra d'Archi)
- 1974 A Dream of Dying (Soprano & Insieme)
- 1975 Marcia Militare No.1 per Ottoni & Percussioni
- 1975 Tre pezzi per due Pianoforti
- 1975 Concertante per 2 Violini solo & Orchestra da Camera
- 1975 Tryptych (Grande Orchestra)
- 1976 Sonata per Violoncello & Pianoforte
- 1977 Dreams of a Summer Afternoon ( Violino, Corno & Pianoforte)
- 1978 Canzone dal “Death's Jest Book” (Soprano & Pianoforte)
- 1980 Variazioni per Orchestra
- 1981 12 Studi per Piano. (Libro 1)
- 1981 Suite per Archi
- 1983 Sonata per Clarinetto & Pianoforte
- 1984 Contrattempi (per quartetto di fiati)(comm. Nove Music)
- 1984 Tre Canzoni per Soprano, Clarinetto & Pianoforte
- 1985 A Morning Raga (Doppio Basso & Pianoforte)
- 1987 Sonata per Viola & Piano
- 1988 Sonata in Quattro Movimenti (Violino & Piano)
- 1988 Partita per Tromba & Pianoforte
- 1988 Concerto Grosso No.2 (Violino Solista & Orchestra d'Archi)(Comm. Blackheath Strings)
- 1989 10 Pezzi Facili (Piano, Violoni, Corno, Oboe)
- 1996 A Bit of Singing & Dancing (Orchestra Intera) (Comm. Dartford S/O)
- 1997 Scherzo Strepitoso (Orchestra Intera)
- 1997 4 Bagatelle per 2 Flauti
- 1998 Cantar de la Siguiriya Gitana (Tenore & Trio di Pianoforti)(Comm. Jose Guerrero)
- 1999 Flowers of the Night (Arr. per Flauto & Pianoforte)
- 1999 Preambolo & 5 Variazioni per Fagotto & Pianoforte (Comm. John Orford)
- 2000 Partita per Tromba & Piano. Arr. per Tr./Archi
- 2001 De Vinetas Flamencos (Tenore & Pianoforte)(Comm. Jose Guerrero)
- 2002 Tango alla Sonata per Corno Inglese & Pianoforte
- 2002 Threnody, Capriccio & Anthem (Coro d'oboi)
- 2003 The weather in the East (Flauto, Clarinetto, Fagotto & Pianoforte)
- 2004 A Scene from Old Russia (Piano Trio)
- 2004 The Man in the Moon (a cappella S.A.T.B.)
- 2004 Shine, Candle, Shine (a cappella S.A.T.B.)
- 2005 The Screech-Owl (Bestiary) per pianoforte solo.
- 2005 The Disaster (Pezzo di Teatro per diversi Insiemi Musicali)
- 2005 Aubade per Oboe & Pianoforte (Comm. Dominique Enon)
- 2006 Concertino di Primavera per Piano & Orchestra.
- 2007 Trio Concertante per Pianoforte, Oboe & Fagotto (Comm. John Orford)

### Opere per ordine cronologico
- Le Stagioni, (Pëtr Il'ič Čajkovskij) per Quartetto d'Archi
- Selezione di lavori di Grieg per Quartetto d'Archi
- Tartini Solo Sonate per Violino & Arpa
- Victorian Salon Pieces per Piano Trio
- Suite Irlandese per Quartetto d'Archi
- Francesca da Rimini (Tchaikovsky) per Orchestra da 16 pezzi
- Sicilian Vespers Ballet Music(Verdi) per Orchestra da 16 pezzi